# Headstone: The Best of UFO
Albums de UFO
Making Contact
(1983) Misdemeanor
(1985)
Headstone: The Best of UFO est une compilation du groupe de hard rock anglais UFO. Elle est sortie en août 1983 sur le label Chrysalis Records.

## Historique
Présentée en album double, elle regroupe des titres allant de 1974 à 1981 ainsi que des titres enregistrés en public à  l'Hammersmith Odeon de Londres en 1983 qui occupent toute la face 4.
La pochette intérieure de cet album, présente l'arbre généalogique du groupe avec les différentes compositions du groupe et les groupes dont sont issus ses membres. 
On trouve sur l'album un titre de Whitesnake pour la présence dans UFO de Bernie Marsden (bien que celui-ci n'a jamais enregistré avec UFO), un titre de Lone Star pour Paul Chapman, un de Wild Horses pour Neil Carter et un du Michael Schenker Group.
Cette compilation se classa à la 39e place des charts britanniques.
En 2009, un album de UFO intitulé Headstone - Live at Hammersmith 1983 paraitra. Il contient 11 titres enregistrés en public dont les 6 titres présents sur Headstone - Best of UFO.

## Liste des titres

### Face 1
| No | Titre                                             | Auteur                         | Interprète | Durée |
| -- | ------------------------------------------------- | ------------------------------ | ---------- | ----- |
| 1. | Doctor Doctor (de Phenomenon, 1974)               | Mogg / Schenker                | UFO 1      | 6:33  |
| 2. | Rock Bottom (de Phenomenon, 1974)                 | Mogg / Schenker                | UFO 1      | 4:09  |
| 3. | Fool for Your Lovin' (de Ready an' Willing, 1980) | Coverdale / Moody / Marsden    | Whitesnake | 4:15  |
| 4. | Shoot Shoot (de Force It, 1975)                   | Mogg / Parker / Schenker / Way | UFO 1      | 3:36  |

### Face 2
| No | Titre                                        | Auteur                         | Interprète | Durée |
| -- | -------------------------------------------- | ------------------------------ | ---------- | ----- |
| 1. | Too Hot to Handle (de Lights Out, 1977)      | Mogg / Way                     | UFO 2      | 3:37  |
| 2. | Only You Can Rock Me (de Obsession, 1978)    | Schenker / Way                 | UFO 2      | 4:09  |
| 3. | She Said (de Lone Star, 1976)                | Lennon / McCartney             | Lone Star  | 3:31  |
| 4. | Lights Out (de Strangers in the Night, 1978) | Mogg / Parker / Schenker / Way | UFO 2      | 5:15  |

### Face 3
| No | Titre                                                          | Auteur                 | Interprète  | Durée |
| -- | -------------------------------------------------------------- | ---------------------- | ----------- | ----- |
| 1. | Armed and Ready (du Michael Schenker Group, 1980)              | Gary Barden / Schenker | MSG         | 4:42  |
| 2. | Youngblood (de No Place to Run, 1980)                          | Mogg / Way             | UFO 3       | 3:55  |
| 3. | Criminal Tendencies (de Wild Horses, 1980)                     | Bain / Robertson       | Wild Horses | 3:47  |
| 4. | Lonely Heart (de The Wild, the Willing and the Innocent, 1981) | Chapman / Mogg / Way   | UFO 4       | 5:00  |

### Face 4
- Tous les titres interprétés par UFO 4, enregistré en public à l'Hammersmith Odeon en 1983

| No | Titre                                                                   | Auteur                        | Durée |
| -- | ----------------------------------------------------------------------- | ----------------------------- | ----- |
| 1. | We Belong to the Night (de Mechanix, 1982)                              | Carter / Mogg / Way           | 4:19  |
| 2. | Let it Rain (de Mechanix, 1982)                                         | Carter / Mogg / Way           | 7:20  |
| 3. | Couldn't Get it Right (de The Wild, the Willing and the Innocent, 1981) | Chapman / Mogg / Way          | 4:36  |
| 4. | Electric Phase (de Lights Out, 1977)                                    | Mogg / Schenker / Way         | 3:04  |
| 5. | Doing it all for You (de Mechanix, 1982)                                | Carter / Chapman / Mogg / way | 5:18  |

## Musiciens

### UFO 1: 1974 - 1975
- Phil Mogg : chant
- Andy Parker : batterie, percussions
- Michael Schenker : guitares
- Pete Way : basse

### UFO 2: 1977 - 1978
- Phil Mogg : chant
- Andy Parker : batterie, percussions
- Michael Schenker : guitares
- Pete Way : basse
- Paul Raymond : clavier, guitare rythmique, chœurs

### UFO 3: 1979 - 1980
- Phil Mogg : chant
- Paul Chapman : guitares
- Andy Parker : batterie, percussions
- Paul Raymond : claviers, guitare rythmique, chœurs
- Pete Way : basse

### UFO 4: 1981 - 1983
- Phil Mogg: chant
- Neil Carter: claviers, chœurs
- Paul Chapman: guitares
- Andy Parker: batterie, percussions
- Pete Way: basse

### Whitesnake
- David Coverdale : chant
- Jon Lord : claviers
- Bernie Marsden : guitares
- Micky Moody : guitares
- Neil Murray : basse
- Ian Paice : batterie, percussions

### Lone Star
- Paul Chapman : guitares
- Kenny Driscoll : chant
- Peter Hurley : basse
- Dixie Lee : batterie, percussions
- Tony Smith: guitares
- Rick Workshop : claviers

### Michael Schenker Group
- Michael Schenker : guitares
- Gary Barden : chant

avec
- Mo Foster: basse
- Simon Phillips: batterie, percussions
- Don Airey: claviers

### Wild Horses
- Jimmy Bain: basse, chant
- Brian Robertson : guitares, chant
- Neil Carter : guitare rythmique
- Clive Edwards : batterie, percussions.

## Charts
| Pays                          | Durée du classement | Meilleur classement | Date         |
| ----------------------------- | ------------------- | ------------------- | ------------ |
| Royaume-Uni (UK Albums Chart) | 4 semaines          | 39e                 | 28 août 1983 |